# ヨウ化グリカミン酸
ヨウ化グリカミン酸またはヨーグリカム酸（英語: ioglycamic acid、商品名Biligram）は、胆嚢のX線撮影でヨード造影剤として使われる医薬品である。